# Đại học Carleton (Canada)
Viện Đại học Carleton hay Đại học Carleton là một trường Đại học công lập toàn diện tại Ottawa, Ontario, Canada. Được thành lập vào năm 1942 với tên Cao đẳng Carleton, một trường đại học buổi tối tư nhân, phi giáo phái để phục vụ các cựu chiến binh trở về từ Thế chiến II, tổ chức này được chính quyền tỉnh thuê vào năm 1952 thông qua Đạo luật Đại học Carleton. Luật này sau đó đã được sửa đổi vào năm 1957 để đặt cho tổ chức này có tên như hiện tại. Trường đại học chuyển đến cơ sở hiện tại vào năm 1959, mở rộng nhanh chóng trong suốt thập niên 1960 trong bối cảnh chính quyền tỉnh nỗ lực tăng cường hỗ trợ cho các tổ chức sau trung học và tăng cường tiếp cận giáo dục đại học.
Trường đại học được đặt tên theo Quận Carleton hiện đã giải thể, bao gồm thành phố Ottawa vào thời điểm trường đại học được thành lập. Quận Carleton được đặt tên để vinh danh Guy Carleton, Nam tước thứ nhất của Dorchester, người từng giữ chức Toàn quyền của Canada từ năm 1786 đến 1796.
Carleton có hơn 159.000 cựu sinh viên trên toàn thế giới và có uy tín đối với thế mạnh của mình trong nhiều lĩnh vực bao gồm các khoa học nhân văn, kinh doanh quốc tế, kỹ thuật hàng không vũ trụ, khoa học máy tính, vấn đề quốc tế, báo chí, khoa học chính trị, quản lý chính trị, chính sách công và quản lý, và các nghiên cứu pháp lý.
Carleton đã sản xuất 6 học giả ở Rhodes, 29 học bổng của Hiệp hội Hoàng gia, 20 người nhận Huân chương Canada, 8 người được nhận học bổng sau tiến sĩ Banting và 3 người nhận giải thưởng Killam Quốc gia.
Tính đến năm 2019, Carleton có tuyển sinh hơn 27.000 sinh viên bậc đại học và hơn 4.000 sinh viên sau đại học. Khuôn viên của trường nằm ở phía tây Old Ottawa South, gần với Glebe và Confedces Heights, và được bao bọc ở phía bắc bởi Kênh Rideau và Hồ Dow và về phía nam bởi Sông Rideau.
Carleton thi đấu trong giải đấu U Sports với tên gọi Carleton Ravens. Carleton Ravens được công nhận về thành tích mạnh mẽ của đội bóng rổ nam, đội đã giành được bảy chức vô địch quốc gia Canada liên tiếp từ năm 2006 đến 2017, bên cạnh 14 trong số 16 chức vô địch kể từ năm 2003.

## Cựu sinh viên và giảng viên đáng chú ý

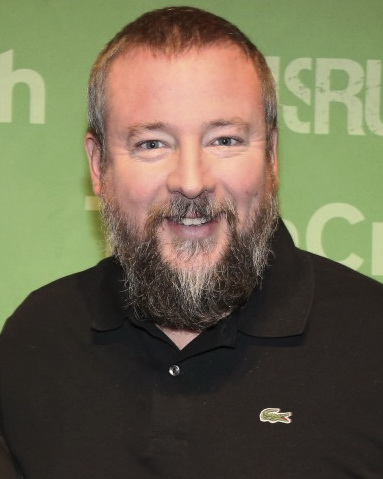
Shane Smith, đồng sáng lập và Chủ tịch điều hành của Vice Media
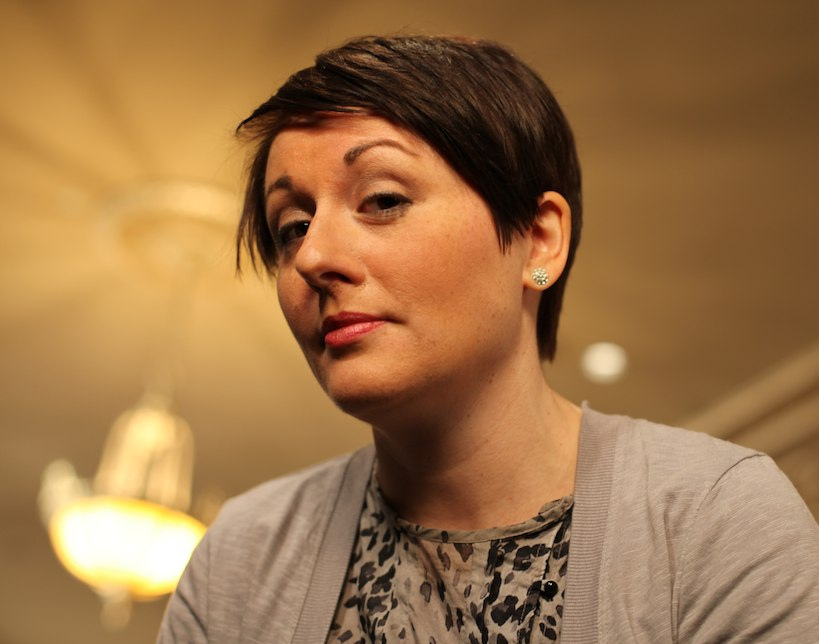
Rosemary Barton, nhà báo của The National trên CBC News
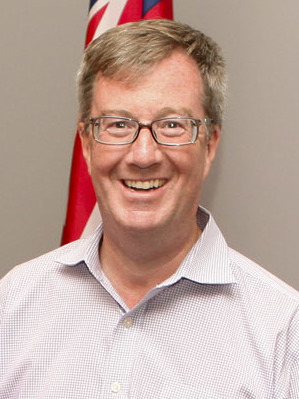
Jim Watson, Thị trưởng Ottawa, thành viên Nghị viện đại diện cho Ottawa West-Nepean (2003-2010) và Bộ trưởng Bộ Nội vụ và Nhà ở
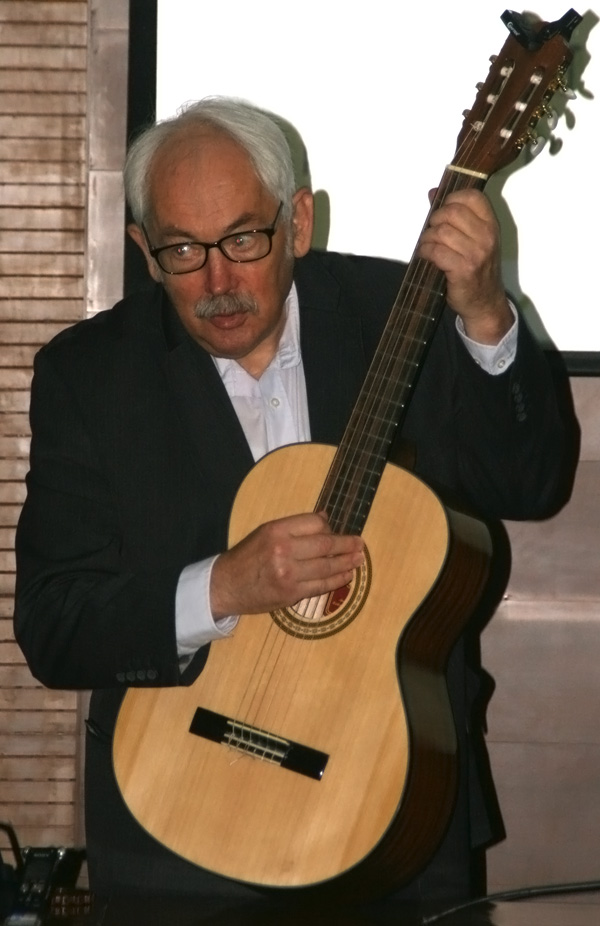
Peter Grünberg, người nhận giải thưởng Nobel về vật lý vào năm 2008
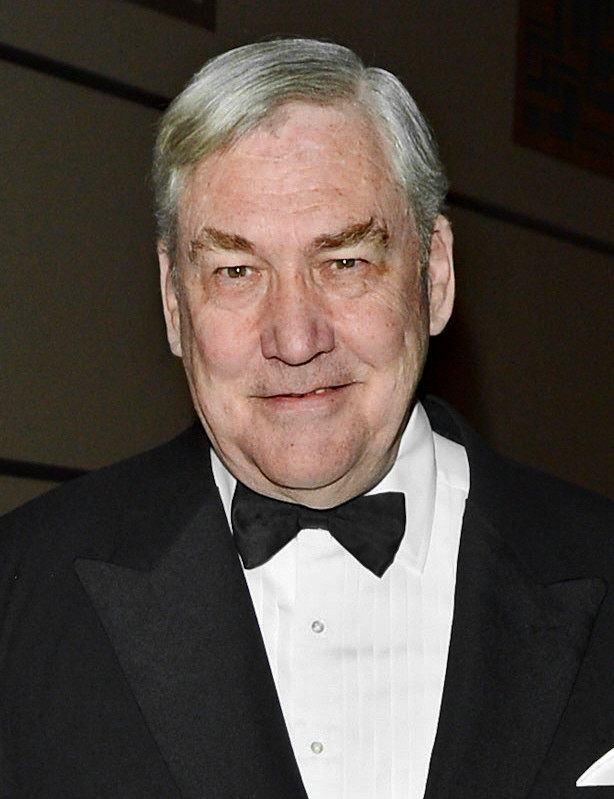
Conrad Black, nhà xuất bản báo và tác giả, chủ sở hữu cũ của Hollinger International
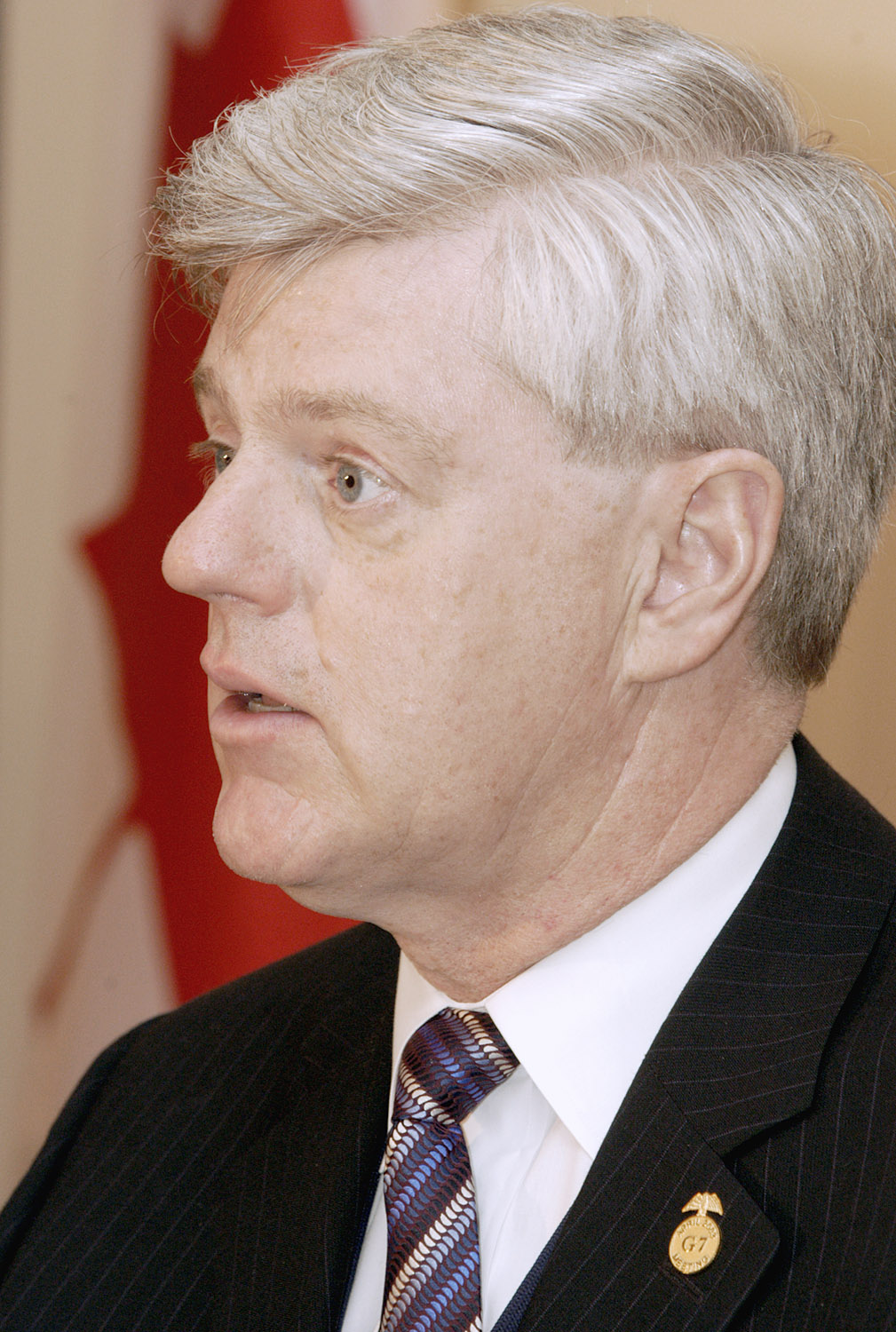
John Manley, cựu Phó Thủ tướng Canada (2002-2003), Bộ trưởng Bộ Tài chính (2002-2003), và Bộ trưởng Bộ Ngoại giao (2000-2002), cựu Thành viên Nghị viện đại diện cho Nam Ottawa (1988-2004)
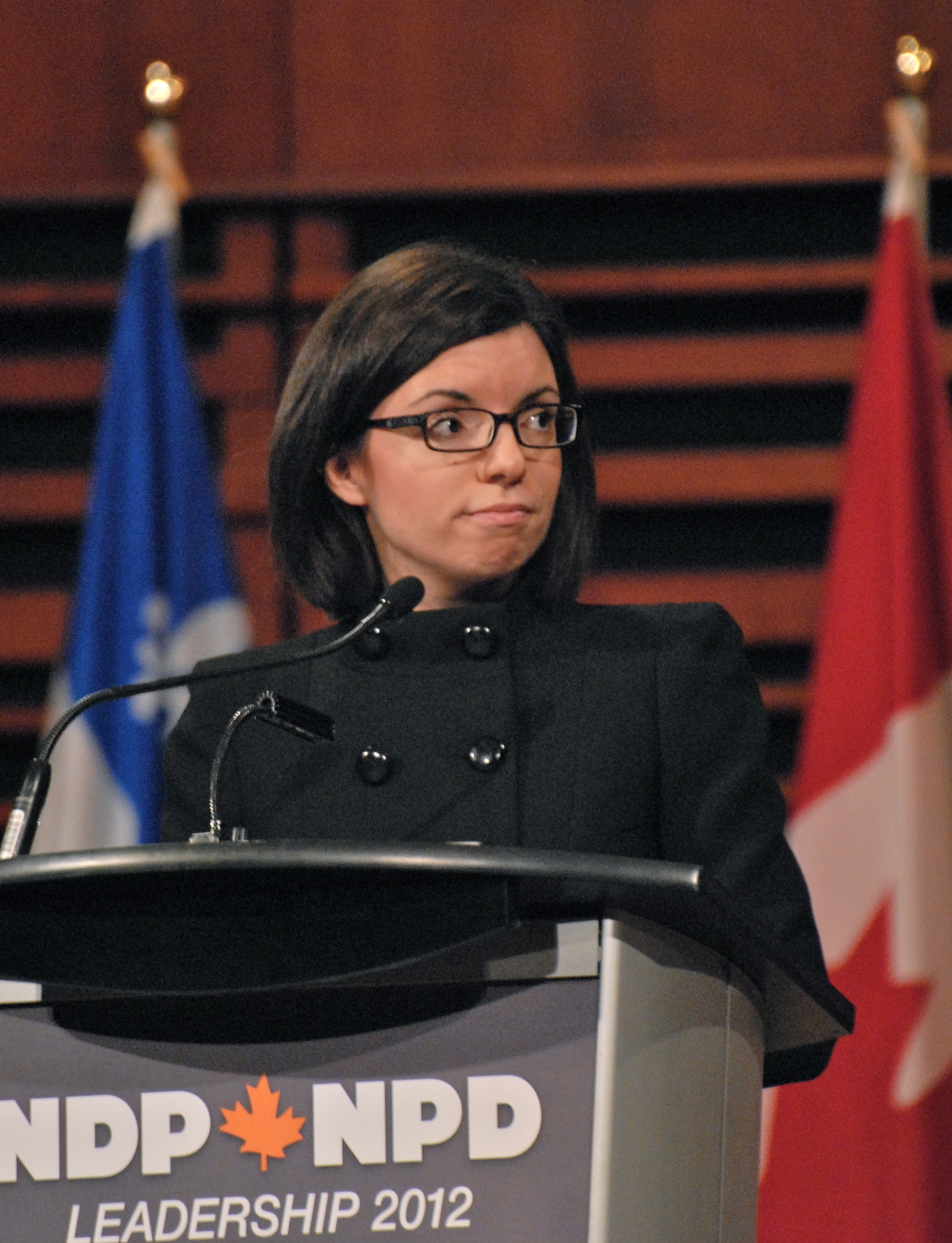
Niki Ashton, Thành viên Nghị viện đại diện cho Churchill-Keewatinook Aski và cựu ứng cử viên lãnh đạo cho Đảng Dân chủ mới